# Хлорфторуглероды
Хлорфторуглероды — органические соединения, состоящие исключительно из атомов хлора (Cl), фтора (F) и углерода (С). Различают низшие хлорфторуглероды (CFC) — низкокипящие органические соединения на основе метанового, этанового и пропанового рядов, а также высшие хлорфторуглероды, являющиеся высокомолекулярными соединениями.
Некоторые хлорфторуглероды могут быть токсичными веществами; в высоких дозах поражают сердечно-сосудистую и нервную системы, вызывают развитие спазмов сосудов и нарушение микроциркуляции крови. Поражают печень, а вследствие развития отравления и почки. Разрушают лёгочные мембраны, особенно при наличии примесей органических растворителей и четырёххлористого углерода — развиваются эмфиземы и рубцевание.
Хлорфторуглероды — запрещается образование смесей с воздухом под давлением, стабильность преувеличена. Распадаются при нагревании в смеси с воздухом с образованием галоген-водородов и фосгенов.
Хлорфторуглероды — флегматизируют горение углеводородов.
Считается[кем?], что толчком в промышленном использовании хлорфторуглеродов послужило предложение Томаса Миджли, американского химика и инженера-механика по их применению в холодильниках вместо используемых ранее токсичных и взрывоопасных хладагентов (аммиака и сернистого газа). Впоследствии низшие хлорфторуглероды (CFC) стали широко использоваться в качестве пропеллентов в аэрозольных баллонах, вспенивающих агентов, взрывобезопасных растворителей.
Высшие хлорфторуглероды нашли широкое применение в качестве манометрических и запорных жидкостей, находящихся в контакте с агрессивными средами (концентрированные кислоты, галогены, жидкий кислород и другие окислители), в качестве жидких негорючих диэлектриков, в качестве смазочных материалов.
Наиболее распространенным представителем является дифтордихлорметан (Фреон R 12, Фреон-12, Хладон-12, CFC-12, R-12). Многие хлорфторуглероды широко используются в качестве хладагентов, пропеллентов (в аэрозольных системах) и растворителей. Поскольку хлорфторуглероды способствуют истощению озонового слоя в верхних слоях атмосферы, производство таких соединений было прекращено в соответствии с Монреальским протоколом, и они заменяются другими продуктами — такими, как гидрофторуглероды (ГФУ), включая R-410A и R-134a.

## История
До и в течение 1920-х годов холодильники использовали токсичные газы в качестве хладагентов, включая аммиак, диоксид серы и хлорметан. Позже, в 1920-х годах, после серии несчастных случаев со смертельным исходом, связанных с утечкой хлорметана из холодильников, американские корпорации Frigidaire, General Motors и DuPont начали совместную работу по разработке более безопасной, нетоксичной альтернативы. Томасу Миджли-младшему из General Motors приписывают синтез первых хлорфторуглеродов. 31 декабря 1928 года корпорации Frigidaire был выдан первый патент под номером 1 886 339 на формулу для ХФУ. В демонстрации для Американского химического общества Миджли ярко продемонстрировал все эти свойства, вдыхая воздух газа и используя его для задувания  в 1930 году.
К 1930 году General Motors и Du Pont создали Kinetic Chemical Company для производства фреона, а к 1935 году Frigidaire и её конкуренты продали более 8 миллионов холодильников, использующих R-12. В 1932 году компания Carrier начала использовать R-11 в первом в мире автономном домашнем кондиционере, известном как «атмосферный шкаф». В результате того, что ХФУ в основном нетоксичны, они быстро стали предпочтительным хладагентом в крупных системах кондиционирования воздуха. Кодексы общественного здравоохранения в городах были пересмотрены, чтобы определить хлорфторуглероды в качестве единственных газов, которые могут использоваться в качестве хладагентов в общественных зданиях.
Рост производства ХФУ продолжался в течение следующих десятилетий, что привело к пиковым годовым продажам в размере более 1 миллиарда долларов США, при этом ежегодно производилось более 1 миллиона метрических тонн. Только в 1974 году два химика из Калифорнийского университета, профессор Ф. Шервуд Роуленд и доктор Марио Молина, впервые обнаружили, что использование хлорфторуглеродов вызывает значительное снижение концентрации озона в атмосфере. Это положило начало экологическим усилиям, которые в конечном итоге привели к принятию Монреальского протокола..

### Коммерческая разработка и использование в тушении пожаров

Во время Второй мировой войны различные хлоралканы были в стандартном использовании в военных самолетах, хотя эти ранние галоны страдали от чрезмерной токсичности. Тем не менее, после войны они постепенно стали более распространёнными и в гражданской авиации. В 1960-х годах фторалканы и бромфторалканы стали доступны и быстро были признаны высокоэффективными материалами для борьбы с пожарами. Большая часть ранних исследований с Halon 1301 проводилась под эгидой Вооружённых сил США, в то время как Halon 1211 первоначально разрабатывался в основном в Великобритании. К концу 1960-х годов они стали стандартом во многих областях применения, где водяные и порошковые огнетушители представляли угрозу повреждения охраняемого имущества, включая компьютерные залы, телекоммуникационные коммутаторы, лаборатории, музеи и художественные коллекции. Начиная с военных кораблей, в 1970-х годах, бромфторалканы также постепенно стали ассоциироваться с быстрым подавлением сильных пожаров в замкнутых пространствах с минимальным риском для персонала.
К началу 1980-х годов бромфторалканы широко использовались на самолётах, кораблях и больших транспортных средствах, а также в компьютерных центрах и галереях. Вместе с тем начинает выражаться обеспокоенность по поводу воздействия хлоралканов и бромалканов на озоновый слой. Венская конвенция об охране озонового слоя не охватывала бромфторалканы под те же ограничения, вместо этого потребление бромфторалканов было заморожено на уровне 1986 года. Это связано с тем, что аварийный сброс систем пожаротушения считался слишком маленьким по объёму, чтобы оказать существенное воздействие, и слишком важным для безопасности человека, чтобы его можно было ограничить.

### Регулирование
С конца 1970-х годов использование ХФУ жёстко регулируется из-за их разрушительного воздействия на озоновый слой. После разработки своего детектора захвата электронов Джеймс Лавлок был первым, кто обнаружил широкое присутствие ХФУ в воздухе, обнаружив молярную долю 60 ppt ХФУ-11 над Ирландией. В ходе самофинансируемой исследовательской экспедиции, завершившейся в 1973 году, Лавлок продолжил измерения ХФУ-11 как в Арктике, так и в Антарктике, обнаружив присутствие газа в каждой из 50 собранных проб воздуха и придя к выводу, что ХФУ не опасны для окружающей среды. Тем не менее, эксперимент позволил получить первые полезные данные о присутствии ХФУ в атмосфере. Ущерб, наносимый ХФУ, был обнаружен Шерри Роуленд и Марио Молиной, которые, прослушав лекцию на тему работы Лавлока, приступили к исследованиям, в результате которых в 1974 году была опубликована первая публикация, предполагающая эту связь. Оказывается, что одна из самых привлекательных особенностей ХФУ — их низкая реакционная способность — является ключом к их наиболее разрушительным эффектам. Отсутствие реакционной способности у ХФУ даёт им продолжительность жизни, которая может превышать 100 лет, что даёт им время для диффундации в верхние слои стратосферы.. Оказавшись в стратосфере, ультрафиолетовое излучение Солнца достаточно сильное, чтобы вызвать гомолитическое расщепление связи C-Cl. В 1976 году, в соответствии с Законом о контроле над токсичными веществами, EPA запретило коммерческое производство и использование ХФУ и аэрозольных пропеллентов. Позже это решение было заменено поправками 1990 года к Закону о чистом воздухе для решения проблемы истощения стратосферного озона..

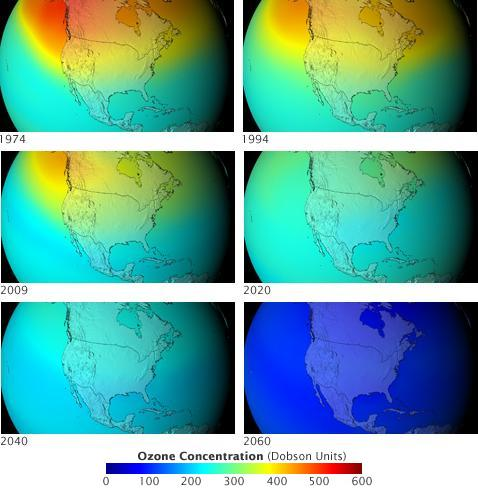
Проекция стратосферного озона НАСА в единицах Добсона, если бы хлорфторуглероды не были запрещены. Анимационная версия.

К 1987 году, в ответ на резкое сезонное истощение озонового слоя над Антарктидой, дипломаты в Монреале заключили Монреальский протокол, который призывал к резкому сокращению производства ХФУ. 2 марта 1989 года 12 стран Европейского сообщества договорились о запрете производства всех ХФУ к концу столетия. В 1990 году дипломаты встретились в Лондоне и проголосовали за значительное укрепление Монреальского протокола, призвав к полному отказу от ХФУ к 2000 году. К 2010 году ХФУ должны быть полностью ликвидированы и в развивающихся странах.

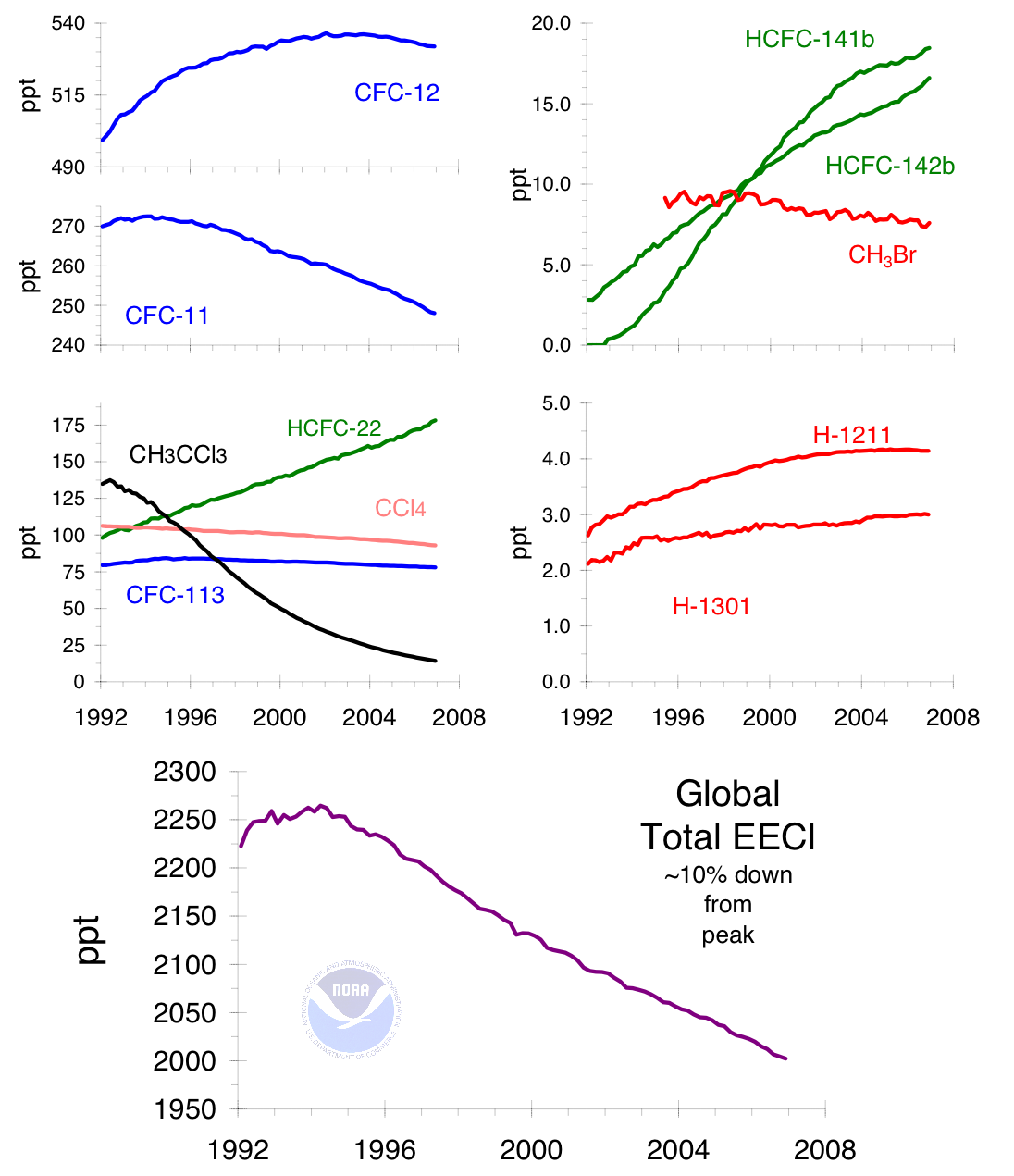
Тенденции концентрации озоноразрушающих газов

Поскольку страны, присоединившиеся к договору, могут получить только ХФУ, полученные в результате переработки, цены на них значительно выросли. Прекращение производства во всём мире также должно положить конец контрабанде этого материала. Тем не менее, в настоящее время существуют проблемы контрабанды ХФУ, как это было признано Программой Организации Объединённых Наций по окружающей среде (ЮНЕП) в докладе 2006 года под названием «Незаконная торговля озоноразрушающими веществами». По оценкам ЮНЕП, в середине 1990-х годов через чёрный рынок прошло от 16 000 до 38 000 тонн ХФУ. По оценкам доклада, ежегодно в развивающиеся страны контрабандой ввозится от 7 000 до 14 000 тонн ХФУ. Азиатские страны являются странами с наибольшим объемом контрабанды; по состоянию на 2007 год, на долю Китая, Индии и Южной Кореи приходилось около 70% мирового производства ХФУ, Южная Корея позже запретила производство ХФУ в 2010 году.. Были также рассмотрены возможные причины продолжающейся контрабанды ХФУ: в докладе отмечается, что многие холодильные системы, которые были разработаны для эксплуатации с использованием запрещённых продуктов ХФУ, имеют длительный срок службы и продолжают работать. Стоимость замены оборудования этих предметов иногда дешевле, чем оснащение их более озонобезопасным прибором. Кроме того, контрабанда ХФУ не считается серьёзной проблемой, поэтому предполагаемые наказания за контрабанду невелики. В 2018 году внимание общественности было привлечено к проблеме, что в неизвестном месте в Восточной Азии примерно с 2012 года в нарушение протокола ежегодно производится примерно 13 000 метрических тонн ХФУ Несмотря на то, что возможный поэтапный отказ от ХФУ в конечном итоге, предпринимаются усилия для устранения этих текущих проблем несоблюдения.
Ко времени принятия Монреальского протокола стало ясно, что преднамеренные и случайные выбросы во время испытаний и технического обслуживания системы составляют значительно большие объёмы, чем аварийные выбросы, и поэтому галоны были включены в договор, хотя и со многими исключениями..

#### Нормативный пробел
В то время как производство и потребление ХФУ регулируются Монреальским протоколом, выбросы из существующих банков ХФУ не регулируются соглашением. По оценкам, в 2002 году в существующих продуктах, таких как холодильники, кондиционеры, аэрозольные баллончики и др., содержалось около 5 791 килотонн ХФУ.. По прогнозам, примерно треть этих ХФУ будет выброшена в течение следующего десятилетия, если не будут приняты меры, представляющие угрозу как для озонового слоя, так и для климата Часть этих ХФУ может быть безопасно захвачена и уничтожена с помощью высокотемпературного контролируемого сжигания, которое разрушает молекулу ХФУ.

#### Регулирование и DuPont
В 1978 году США запретили использование ХФУ, таких как фреон, в аэрозольных баллончиках, что положило начало длинной серии регулятивных мер против их использования. В 1979 году истекал срок действия важнейшего производственного патента DuPont на фреон («Процесс фторирования галоуглеводородов», патент США #3258500). Совместно с другими промышленными коллегами DuPont сформировала лоббистскую группу «Альянс за ответственную политику в отношении ХФУ» для борьбы с регулированием озоноразрушающих соединений. В 1986 году DuPont, имея на руках новые патенты, изменила свою прежнюю позицию и публично осудила ХФУ Представители DuPont выступили перед Монреальским протоколом, призывая запретить ХФУ во всём мире, и заявили, что их новые ГХФУ удовлетворят мировой спрос на хладагенты.

### Поэтапный отказ от ХФУ
Использование некоторых хлороалканов в качестве растворителей для крупномасштабного применения, например в химчистках, было прекращено, например, директивой IPPC по парниковым газам в 1994 году и директивой летучих органических соединений (ЛОС) ЕС в 1997 году. Разрешённое применение хлорфторалканов возможно только в медицинских целях.
Бромфторалканы были в значительной степени выведены из употребления, и с 1 января 2004 года в некоторых странах, таких как Нидерланды и Бельгия, запрещено владение оборудованием для их использования, на основании Монреальского протокола и руководящих принципов Европейского Союза.
Производство новых запасов прекратилось в большинстве (вероятно, во всех) странах в 1994 году тем не менее, многие страны по-прежнему требуют, чтобы самолёты оснащались системами пожаротушения галонами, потому что не было найдено безопасной и полностью удовлетворительной альтернативы для этого применения. Есть также несколько других, узкоспециализированных применений. Эти программы перерабатывают галоны через «банки галонов», координируемые Корпорацией по переработке галонов чтобы гарантировать, что выброс в атмосферу происходит только в случае реальной чрезвычайной ситуации, и сохранить оставшиеся запасы.
Промежуточными заменителями ХФУ являются гидрохлорфторуглероды , которые разрушают стратосферный озон, но в гораздо меньшей степени, чем ХФУ В конечном счёте, гидрофторуглероды (ГФУ) заменят ГХФУ. В отличие от ХФУ и ГХФУ, ГФУ имеют озоноразрушающий потенциал (ОРС), равный 0DuPont начала производить гидрофторуглероды в качестве альтернативы фреону в 1980-х годах. К ним относились хладагенты Suva и топливо Dymel Природные хладагенты — это экологически безопасные решения, которые пользуются всё большей поддержкой со стороны крупных компаний и правительств, заинтересованных в сокращении выбросов парниковых газов от систем охлаждения и кондиционирования воздуха.

### Поэтапный отказ от ГФУ и ГХФУ
Гидрофторуглероды включены в Киотский протокол и регулируются в соответствии с Кигалийской поправкой к Монреальскому протоколу из-за их очень высокого потенциала глобального потепления и признания вклада галогенуглеродов в изменение климата.
21 сентября 2007 года на саммите в Монреале, организованном ООН, около 200 стран договорились ускорить полный отказ от гидрохлорфторуглеродов к 2020 году. Развивающимся странам было дано время до 2030 года. Многие страны, такие как США и Китай, которые ранее сопротивлялись таким усилиям, согласились с графиком ускоренного поэтапного отказа В 2020 году Индия успешно добилась полного отказа от ГХФУ-141b.
Сообщалось, что в 2021 году уровни ГХФУ в атмосфере начали снижаться из-за их поэтапного отказа в соответствии с Монреальским протоколом.

### Надлежащий сбор, контроль и уничтожение ХФУ и ГХФУ

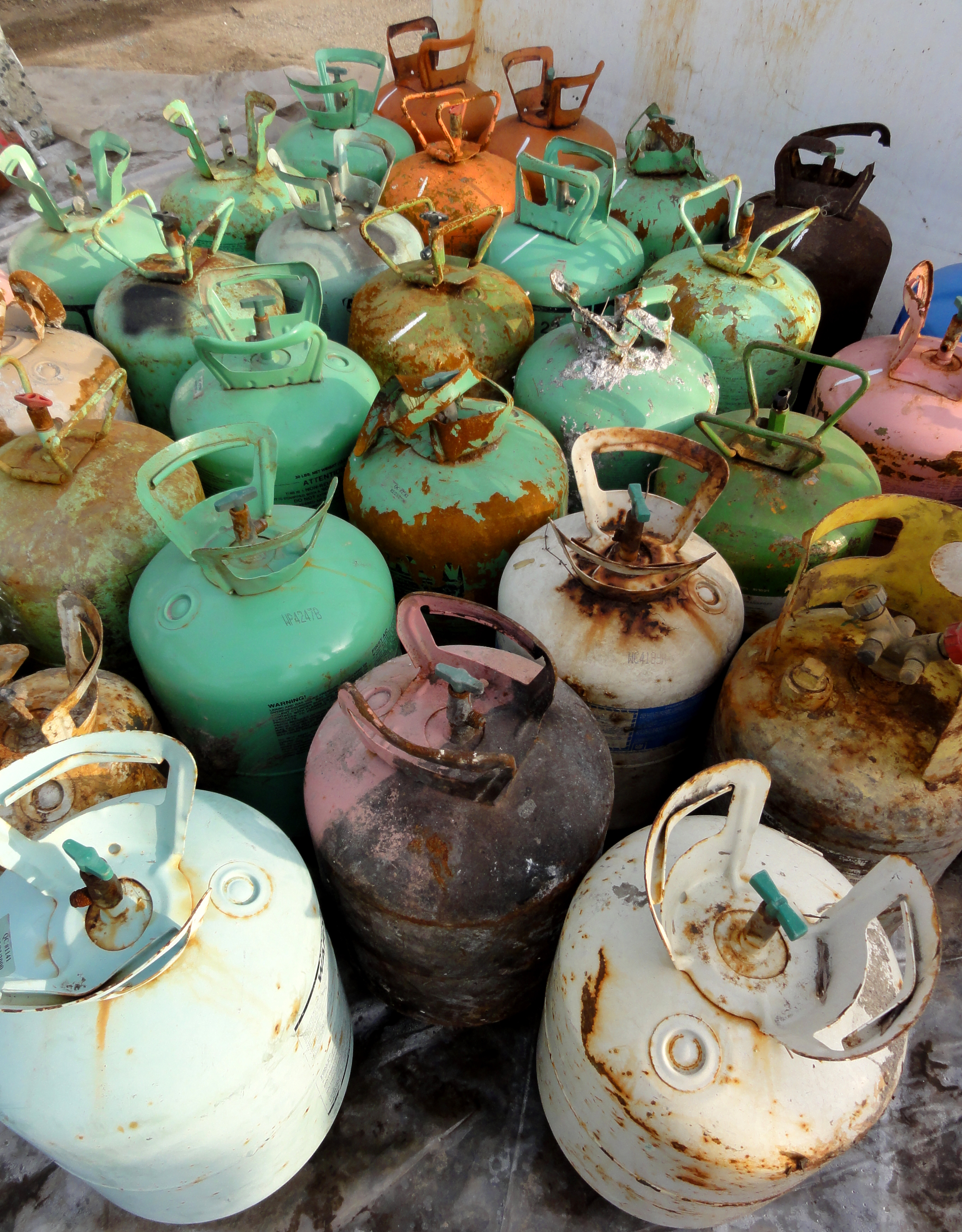
Фреоновые резервуары в ожидании утилизации ХФУ и утилизации контейнеров в 2012 году

В то время как новое производство этих хладагентов было запрещено, большие объёмы всё ещё существуют в старых системах и, как говорят, представляют непосредственную угрозу для нашей окружающей среды. Предотвращение выброса этих вредных хладагентов было оценено как одно из наиболее эффективных действий, которые мы можем предпринять для смягчения последствий катастрофического изменения климата.

### Разработка альтернатив ХФУ
Работа над альтернативами хлорфторуглеродам в хладагентах началась в конце 1970-х годов после того, как были опубликованы первые предупреждения о вреде стратосферного озона.
Гидрохлорфторуглероды (ГХФУ) менее стабильны в нижних слоях атмосферы, что позволяет им разлагаться до того, как они достигнут озонового слоя. Тем не менее, значительная часть ГХФУ действительно разрушается в стратосфере, и они способствуют большему накоплению хлора там, чем первоначально прогнозировалось. Более поздние альтернативы, лишённые хлора, гидрофторуглероды (ГФУ) имеют ещё более короткое время жизни в нижних слоях атмосферы.Одно из этих соединений, ГФУ-134а, использовалось вместо ХФУ-12 в автомобильных кондиционерах. Углеводородные хладагенты (смесь пропана и изобутана) также широко использовались в мобильных системах кондиционирования воздуха в Австралии, США и многих других странах, поскольку они обладали отличными термодинамическими свойствами и особенно хорошо работали при высоких температурах окружающей среды. 1,1-дихлор-1-фторэтан (ГХФУ-141b) пришёл на смену ГФУ-134а из-за его низких значений ОРС и ПГП. Согласно Монреальскому протоколу, до января 2020 года ГХФУ-141b должен быть полностью выведен из эксплуатации и заменен веществами с нулевым уровнем ОРС, такими как циклопентан, ГФО и ГФУ-345а.
Среди природных хладагентов (наряду с аммиаком и углекислым газом) углеводороды оказывают незначительное воздействие на окружающую среду, а также используются во всём мире в бытовых и коммерческих холодильных установках, а также становятся доступными в новых кондиционерах сплит-систем Различные другие растворители и методы заменили использование ХФУ в лабораторном анализе.
В дозированных ингаляторах  был разработан заменитель, не влияющий на озон, в виде пропеллента, известного как «гидрофторалкан».
| Применение и замена ХФУ                                  | Применение и замена ХФУ | Применение и замена ХФУ |
| Приложение                                               | Ранее использованные ХФУ | Замена |
| -------------------------------------------------------- | --- | --- |
| Охлаждение и кондиционирование воздуха                   | CFC-12 (CCl2F2); CFC-11(CCl3F); CFC-13(CClF3); HCFC-22 (CHClF2); CFC-113 (Cl2FCCClF2); CFC-114 (CClF2CClF2); CFC-115 (CF3CClF2); | ГФУ-23 (CHF 3); ГФУ-134а (CF3CFH2); ГФУ-507 (азеотропная смесь ГФУ-125 (CF3 CHF2) и HFC-143a (CF3CH3) в соотношении 1:1); HFC 410 (азеотропная смесь HFC-32 (CF2H2) и HFC-125 (CF3CF2H) в соотношении 1:1)) |
| Пропелленты в медицинских аэрозолях                      | CFC-114 (CClF2CClF2) | HFC-134a (CF3CFH2); HFC-227ea (CF3CHFCF3) |
| Пенообразователи для пенопластов                         | CFC-11 (CCl3F); CFC 113 (Cl2FCCClF2); HCFC-141b (CCl2FCH3)                                                                       | HFC-245fa (CF3CH2CHF2); HFC-365 mfc (CF3CH2CF2CH3) |
| Растворители, обезжиривающие средства, чистящие средства | CFC-11 (CCl3F); CFC-113 (CCl2FCClF2)                                                                                             | HCFC-225cb (C3HCl2F5) |

### Разработка гидрофторолефинов в качестве альтернативы ХФУ и ГХФУ
Разработка гидрофторолефинов (ГФО) в качестве замены гидрохлорфторуглеродов и гидрофторуглеродов началась после Кигалийской поправки к Монреальскому протоколу в 2016 году, которая призывала к постепенному отказу от хладагентов с высоким потенциалом глобального потепления (ПГП) и замене их другими хладагентами с более низким ПГП, ближе к ПГП углекислого газа ГФО имеют озоноразрушающий потенциал 0,0 по сравнению с 1,0 у основного ХФУ-11, а также низкий ПГП, что делает их экологически более безопасными альтернативами ХФУ, ГХФУ и ГФУ.
Гидрофторолефины служат функциональной заменой для применений, где когда-то использовались гидрофторуглероды с высоким ПГП. В апреле 2022 года EPA подписало предварительно опубликованное окончательное правило «Листинг HFO-1234yf» в рамках программы «Политика значительных новых альтернатив» (SNAP) для кондиционирования воздуха в внедорожных транспортных средствах и обслуживания фитингов для небольших баллончиков с хладагентом. Это постановление позволяет HFO-1234yf использоваться в тех областях, где когда-то использовались озоноразрушающие ХФУ, такие как R-12, и ГФУ с высоким ПГП, такие как R-134a Поэтапный отказ от ХФУ и ГФУ в автомобильной промышленности в конечном итоге сократит выбросы этих газов в атмосферу и, в свою очередь, внесёт положительный вклад в смягчение последствий изменения климата.

## Низшие хлорфторуглероды
| Хлорфторуглерод (CFC)       | Химическая формула | Техническое обозначение по ISO № 817-74 | Температура кипения, °C |
| --------------------------- | ------------------ | --------------------------------------- | ----------------------- |
| Трифторхлорметан            | CF3Cl              | R-13                                    |                         |
| Дифтордихлорметан           | CF2Cl2             | R-12                                    |                         |
| Фтортрихлорметан            | CFCl3              | R-11                                    | 23,65                   |
| Пентафторхлорэтан           | CF3CF2Cl           | R-115                                   |                         |
| 1,1,2,2-Тетрафтордихлорэтан | CF2ClCF2Cl         | R-114                                   | 3,5                     |
| 1,1,1-Трифтортрихлорэтан    | CF3CCl3            | R-113a                                  | 45,9                    |
| 1,1,2-Трифтортрихлорэтан    | CF2ClCFCl2         | R-113                                   | 47,5                    |
| 1,2-Дифтортетрахлорэтан     | CFCl2CFCl2         | R-112                                   | 92,8                    |
| 1,2-Дихлоргексафторпропан   | CF3CFClCF2Cl       | R-216                                   | 35,7                    |

## Высшие хлорфторуглероды
| Наименование       | Химическая формула X(CF2CFCl)nX, X=F или Cl; n                         | Средняя относительная молекулярная масса |
| ------------------ | ---------------------------------------------------------------------- | ---------------------------------------- |
| жидкость 11ф       | 1-4                                                                    | 339                                      |
| жидкость 11фД      | 1-4                                                                    | 364                                      |
| жидкость 12ф       | 3-7                                                                    | 383                                      |
| жидкость 13ф       | 3-7                                                                    | 518                                      |
| жидкость 13фм      | 4-8                                                                    | 625                                      |
| масло 4лф          | 5-10                                                                   | 715                                      |
| масло 4ф смазка 3ф | 5-10                                                                   | 985                                      |
| масло 4ф смазка 3ф | Масло 4ф с добавкой 3-5% политрифторхлорэтилена в качестве загустителя |                                          |

## Методы получения
Основным методом получения хлорфторуглеродов является реакция обмена атомов хлора в исходном соединении на фтор действием фтористого водорода в присутствии хлорида сурьмы (V) — реакция Свартса:
{\displaystyle CCl_{4}+HF{\xrightarrow {SbCl_{5}}}CCl_{3}F+HCl;}
{\displaystyle CCl_{3}F+HF{\xrightarrow {SbCl_{5}}}CCl_{2}F_{2}+HCl;}
{\displaystyle CCl_{2}F_{2}+HF{\xrightarrow {SbCl_{5}}}CClF_{3}+HCl.}
{\displaystyle CCl_{3}CCl_{3}+HF{\xrightarrow {SbCl_{5}}}CCl_{3}CCl_{2}F+HCl}
{\displaystyle CCl_{3}CCl_{2}F+HF{\xrightarrow {SbCl_{5}}}CCl_{2}FCCl_{2}F+HCl}
{\displaystyle CCl_{2}FCCl_{2}F+HF{\xrightarrow {SbCl_{5}}}CCl_{2}FCClF_{2}+HCl}
Гексахлорэтан может быть заменён перхлорэтиленом и хлором:
{\displaystyle CCl_{2}=CCl_{2}+Cl_{2}+2HF{\xrightarrow {SbCl_{5}}}CCl_{2}FCCl_{2}F+2HCl}
Хлорфторуглероды возможно получить фторированием перхлоролефинов:
{\displaystyle CCl_{2}=CCl_{2}+UF_{6}\rightarrow CCl_{2}FCCl_{2}F+UF_{4}}
И хлорированием перфторолефинов или фторуглеводородов:
{\displaystyle CF_{3}CF=CF_{2}+Cl_{2}\rightarrow CF_{3}CFClCF_{2}Cl}
{\displaystyle CF_{3}H+Cl_{2}\rightarrow CF_{3}Cl+HCl}
Высшие хлорфторуглероды получают теломеризацией трихлорфторэтилена или деструкцией политрифторхлорэтилена (фторопласта 3) при 400—600 °C с последующим фторированием продуктов деструкции фторидом хлора (III), фторидом кобальта (III) или фторидом сурьмы (V) для стабилизации неустойчивых группировок в молекуле.

## Химические свойства хлорфторуглеродов
Гидрирование хлорфторуглеродов идёт при высокой температуре с образованием фторуглеводородов:
{\displaystyle CF_{3}Cl+H_{2}{\xrightarrow {500-700^{0}C}}CF_{3}H+HCl.}
При повышенной температуре на катализаторе имеет место диспропорционирование хлорфторуглеродов:
{\displaystyle 2CFCl_{3}\rightarrow CF_{2}Cl_{2}+CCl_{4}.}
В присутствии катализатора — хлорида алюминия хлорфторуглероды алкилируют галогенолефины:
{\displaystyle CFCl_{3}+CF_{2}=CF_{2}\rightarrow CF_{2}ClCF_{2}CFCl_{2}.}
Хлорфторуглероды этанового и пропанового ряда подвергаются дегалогенированию цинком в среде полярного растворителя:
{\displaystyle CClF_{2}CCl_{2}F+Zn{\xrightarrow {H_{2}O}}CF_{2}=CFCl+ZnCl_{2}}
По этой реакции организованно промышленное производство трифторхлорэтилена.

## Воздействие на окружающую среду
Практически бесконтрольное использование низших хлорфторуглеродов в качестве пропеллентов аэрозольных упаковок, вспенивателей, растворителей и хладагентов привело к накоплению хлорфторуглеродов в атмосфере. С помощью электронного детектора Лавлока обнаружено присутствие хлорфторуглеродов в верхних слоях атмосферы.
Шервуд Роуланд предсказал, что хлорфторуглероды, произведённые человеком, под действием солнечной радиации разлагаются в атмосфере, образуя хлор и моноокись хлора, которые способны эффективно разрушать молекулы озона
CFCl3 + hν → CFCl2 + Cl,
Cl + O3 → ClO + O2,
ClO + O → Cl + O2.
Марио Молина и Пауль Крутцен показали истощающий эффект галогеналканов на озоновый слой стратосферы, являющийся природным защитным экраном Земли от губительного жёсткого ультрафиолетового излучения Солнца.
Венской конвенцией 1985 г. и Монреальским протоколом 1987 г. по защите озонового слоя были запрещены производства низших хлорфторуглеродов.
В 1995 году Паулю Джозефу Крутцену, Шервурду Роуланду и Марио Молине присуждена Нобелевская премия по химии с формулировкой «За работу в атмосферной химии, особенно в части процессов образования и разрушения озонового слоя».

#### Влияние на глобальное потепление

В последние годы влияние парниковых газов на атмосферу на потепление значительно возросло. Растущее присутствие углекислого газа от сжигания ископаемого топлива является крупнейшим общим фактором. Относительно небольшое, но значительное воздействие на потепление от выбросов наиболее обильно производимых ХФУ (ХФУ11 и ХФУ12) будет сохраняться в течение многих последующих десятилетий..

Атмосферное воздействие ХФУ не ограничивается их ролью в качестве озоноразрушающих химических веществ. Инфракрасные полосы поглощения предотвращают выход тепла на этой длине волны из атмосферы Земли. ХФУ имеют самые сильные полосы поглощения от связей C-F и C-Cl в спектральной области 7,8–15,3 мкмназываемой «атмосферным окном» из-за относительной прозрачности атмосферы в этой области.
Прочность полос поглощения ХФУ и уникальная восприимчивость атмосферы на длинах волн, где ХФУ (на самом деле все ковалентные соединения фтора) поглощают излучение  и создаёт «супер» парниковый эффект от ХФУ и других нереактивных фторсодержащих газов, таких как перфторуглероды, ГФУ, ГХФУ, бромфторуглероды, SF6 и NF3..Это поглощение «атмосферного окна» усиливается из-за низкой концентрации каждого отдельного ХФУ. Поскольку углекислый газ близок к насыщению с высокими концентрациями и небольшим количеством инфракрасных полос поглощения, радиационный баланс и, следовательно, парниковый эффект имеют низкую чувствительность к изменениям концентрации СО2 Повышение температуры примерно логарифмическое. И наоборот, низкая концентрация ХФУ позволяет их эффектам линейно увеличиваться с массой,  так что хлорфторуглероды являются парниковыми газами с гораздо более высоким потенциалом усиления парникового эффекта, чем CO2.
Группы активно утилизируют устаревшие ХФУ, чтобы снизить их воздействие на атмосферу.
По данным NASA в 2018 году, дыра в озоновом слое начала восстанавливаться в результате запретов на ХФУ. Тем не менее, исследование, опубликованное в 2019 году, сообщает о тревожном росте ХФУ, что указывает на нерегулируемое использование в Китае